# Associazione Calcio Ospitaletto
L'Associazione Calcio Ospitaletto Franciacorta, in breve A.C. Ospitaletto o anche solo Ospitaletto, è una società calcistica italiana con sede nel comune di Ospitaletto, in provincia di Brescia. Milita in Serie C, la terza divisione del campionato italiano di calcio. 

## Storia
Nel 1923 Giovanni Cavallini contatta il sindaco di Ospitaletto Giuseppe Crescenti per dare vita al “Football Club Ospitaletto” scegliendo come divisa la maglia arancione.

### Anni 80

L'Ospitaletto della stagione 1986-1987, promosso in Serie C1.

La squadra bresciana si affaccia per la prima volta in Serie C2 nella stagione 1983 ottenendo un buon ottavo posto (nell'annata precedente, quella del 1982, aveva vinto il suo girone dell'Interregionale, guidato da Guido Settembrino). Guidata da Luigi Corioni come presidente e, per il 1987, anche da Luigi Maifredi come allenatore l'Associazione Calcio Ospitaletto ottiene risultati molto buoni: è ottava nel 1983, settima nel 1984, seconda nel 1985 a pari merito con il Trento (perde lo spareggio ai calci di rigore sul neutro di Mantova), seconda assieme al Mantova nel 1986 (perde anche lo spareggio con i Virgiliani, giocato allo stadio di Piacenza, ancora ai rigori) e, finalmente, prima nel 1987. Questo significa la promozione in Serie C1. Il nuovo campionato è difficile e la squadra fallisce sia il 1988 che il 1989: prima arriva ultima nel suo girone di Serie C1, poi giunge sedicesima in quello di Serie C2. La retrocessione sul campo avviene dopo uno spareggio perso ai rigori (a Legnano contro la Juve Domo) ma a salvare la squadra stavolta sono i tribunali che la ripescano per la stagione 1990 (vennero infatti squalificate dalla Serie C2 per inadempienze economiche altre tre società).

### Anni 90
Nella stagione 89-90 ottiene un dodicesimo posto in graduatoria.
Anche nel 1991 viene disputato un campionato di bassa classifica, con un piazzamento al tredicesimo posto a pari punti con il Lecco contro cui si rende necessario lo spareggio per evitare la quattordicesima posizione. Sul neutro di Monza, il Lecco si impone 2-0, salvandosi direttamente e costringendo gli "orange" ad ulteriori sfide salvezza contro le quattordicesime classificate degli altri gironi della Serie C2, in un torneo all'italiana a Terni. Dopo aver pareggiato con Altamura (0-0) e Castel di Sangro (1-1), agli spareggi la squadra batte 1-0 il Cecina, vittoria che vale la permanenza nella categoria. Per altre due stagioni l'Ospitaletto riesce a salvarsi con piazzamenti poco brillanti (giunge undicesimo e dodicesimo). Il 1994 arriva però secondo in campionato e ottiene la seconda promozione in Serie C1. Diciassettesimo nel 1995 deve giocarsi i play-out per mantenere la categoria contro la Pro Sesto: vince per 2 a 1 in casa ma incappa in una sconfitta per 1-0 a Sesto San Giovanni. Questo determina un nuovo verdetto di retrocessione in Serie C2. Sia nel 1996 che nel 1997 riesce, in seguito a due piazzamenti deludenti, a salvarsi ai play-out (rispettivamente contro il Pavia e contro l'Olbia). Il 1998 però, arrivando ultimo in classifica, retrocede nel Campionato Nazionale Dilettanti dopo sedici stagioni di professionismo. Il crollo continuò nel 1999: ultimo posto in CND e retrocessione in Eccellenza.

### Terzo millennio
L'Associazione Calcio Ospitaletto fallisce e viene rifondata nel 2000, in Terza Categoria, col nome di Football Club Ospitaletto 2000. Dopo un avvio promettente, ha fermato la sua risalita in Seconda Categoria, dove ha militato per quasi un ventennio. Nel 2018 ha cambiato la propria denominazione societaria, assumendo il nome di Associazione Calcio Dilettantistica Ospitaletto. Nella stagione 2018-2019 ha ottenuto la promozione in Prima Categoria. Nell'estate del 2019 acquisisce il titolo sportivo dell'Orsa Iseo, iscrivendosi al campionato di Promozione. Vincendo il proprio girone nel campionato di Promozione 2021-2022, l'Ospitaletto viene promosso in Eccellenza. Nella stagione 2023-2024 la squadra vince il girone C di Eccellenza con tre turni d'anticipo sulla fine del torneo e viene promossa in Serie D, facendo ritorno nella quarta serie dopo 25 anni. Nella stagione successiva viene promosso in Serie C vincendo il girone B di Serie D, tornando tra i professionisti a distanza di 27 anni.

## Colori e simboli

### Colori
I colori ufficiali della squadra sono l'arancione e il blu.

## Strutture

### Stadio
L'Ospitaletto gioca le proprie partite interne allo Stadio comunale Gino Corioni, sito in Via Giacomo Leopardi.

## Palmarès

### Competizioni nazionali
- Serie C2: 1

1986-1987 (girone B)
- Campionato Interregionale: 1

1981-1982 (girone B)
- Serie D: 1

2024-2025 (girone B)

### Competizioni regionali
- Eccellenza: 1

2023-2024 (girone C)
- Promozione: 2

1980-1981 (girone C), 2021-2022 (girone D)
- Prima Categoria: 1

1975-1976
- Seconda Categoria: 1

2018-2019 (girone D)

### Competizioni provinciali
- Terza Categoria: 1

2000-2001 (girone B)

## Statistiche e record

### Partecipazione ai campionati
| Livello | Categoria                       | Partecipazioni | Debutto   | Ultima stagione | Totale |
| ------- | ------------------------------- | -------------- | --------- | --------------- | ------ |
| 3º      | Serie C1                        | 2              | 1987-1988 | 1994-1995       | 3      |
| 3º      | Serie C                         | 1              | 2025-2026 | 2025-2026       | 3      |
| 4º      | Serie C2                        | 14             | 1982-1983 | 1997-1998       | 15     |
| 4º      | Serie D                         | 1              | 2024-2025 | 2024-2025       | 15     |
| 5º      | Campionato Interregionale       | 1              | 1981-1982 | 1981-1982       | 2      |
| 5º      | Campionato Nazionale Dilettanti | 1              | 1998-1999 | 1998-1999       | 2      |

## Organico

### Rosa 2025-2026
Rosa aggiornata al 16 agosto 2025
| N. |                   | Ruolo | Calciatore          |
| -- | ----------------- | ----- | ------------------- |
| 1  | Italia (bandiera) | P     | Francesco Raffaelli |
| 2  | Italia (bandiera) | D     | Samuele Regazzetti  |
| 6  | Italia (bandiera) | D     | Marcello Possenti   |
| 7  | Italia (bandiera) | C     | Claudio Messaggi    |
| 9  | Italia (bandiera) | A     | Francesco Gobbi     |
| 10 | Italia (bandiera) | C     | Mattia Ievoli       |
| 11 | Italia (bandiera) | A     | Andrea Pavanello    |
| 12 | Italia (bandiera) | P     | Luca Sonzogni       |
| 13 | Italia (bandiera) | D     | Lukas Sinn          |
| 14 | Italia (bandiera) | C     | Alessandro Contessi |
| 16 | Italia (bandiera) | C     | Matteo Gualandris   |
| 21 | Italia (bandiera) | A     | Alessandro Torri    |
| 22 | Italia (bandiera) | P     | Antonio Bevilacqua  |

| N. |                    | Ruolo | Calciatore                |
| -- | ------------------ | ----- | ------------------------- |
| 26 | Italia (bandiera)  | C     | Gabriele Mondini          |
| 28 | Italia (bandiera)  | C     | Michel Panatti (capitano) |
| 33 | Albania (bandiera) | D     | Samuele Sina              |
| 43 | Italia (bandiera)  | C     | Mattia Guarneri           |
| 45 | Italia (bandiera)  | A     | Lorenzo Mazza             |
| 70 | Italia (bandiera)  | C     | Alessandro Orlandi        |
| 74 | Italia (bandiera)  | D     | Daniele Pollio            |
| 77 | Italia (bandiera)  | D     | Michele Casali            |
| 98 | Ucraina (bandiera) | A     | Vladyslav Nahrudnyy       |
| 99 | Italia (bandiera)  | A     | Marco Bertoli             |
|    | Italia (bandiera)  | D     | Riccardo Nessi            |
|    | Italia (bandiera)  | D     | Daniele Quaini            |
|    | Senegal (bandiera) | A     | Yves Baraye               |